# 삼원자 분자

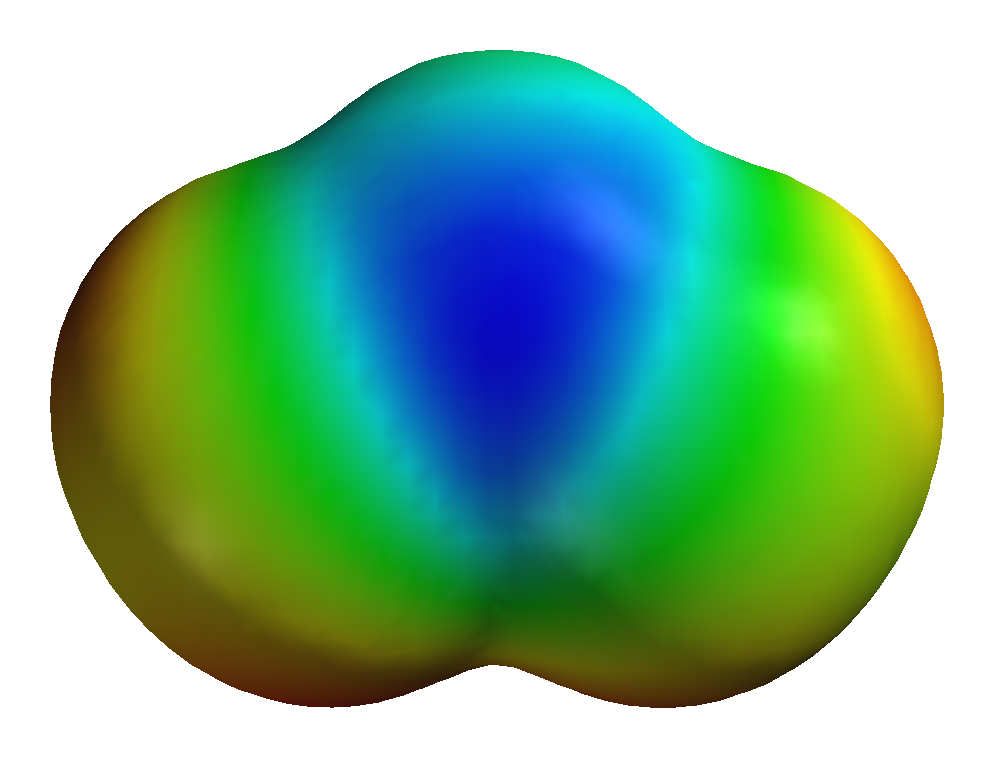
삼원자 분자인 오존(O_{3})의 입체 모형

삼원자 분자(三原子分子)는 같은 종류, 또는 다른 종류의 세 원자로 이뤄진 분자를 말한다.

## 예시
- 오존(O3)
- 물(H2O)
- 이산화탄소(CO2)
- 사이안화 수소(HCN)
- 이플루오린화 제논(XeF2)

## 같이 보기
- 단원자 분자
- 이원자 분자